# Шрамм (фильм)
Шрамм — немецкий фильм ужасов режиссёра Йорга Буттгерайта, снятый в 1993 году. Это стилизованный и искусно снятый малобюджетный фильм на 35-мм плёнке. Он рассказывает историю о мужчине, известном как «Помадный убийца». Снятый по мотивам реального уголовного дела Карла Панцрама и подобных серийных убийц.

## Описание сюжета
Лотар Шрамм — обычный человек с кучей проблем, но кажется таким милым парнем. Он работает водителем такси и живёт самостоятельно, с радостью открывая двери незнакомцам и убивая их на месте. Как и у множества других застенчивых одиночек, у него трудности с женщинами, так что для сексуальной стимуляции он накачивает их наркотиками и фотографирует их обнажённые тела. Затем он убивает своих беззащитных жертв, и так проходит жизнь безумного серийного убийцы.

## Актёрский состав
- Флориан Кернер фон Густорф — Лотар Шрам
- Моника М. — Марианна
- Миша Брендель — верующий
- Каролина Хэрниш — верующая
- Ксавьер Шварценберг — первый пожилой господин
- Герд Хорват — второй пожилой господин
- Мишель Брайнтрап — Иисус
- Франц Роденкирхен — стоматолог
- Энни Престинг — стоматолог
- Эдди Захария — любовник
- Мишель Роман — самоубийца
- Фолькер Хауптфогель — официант